# Yoshinagella
Yoshinagella — рід грибів. Назва вперше опублікована 1913 року.

## Класифікація
До роду Yoshinagella відносять 4 види:
- Yoshinagella japonica
- Yoshinagella nuda
- Yoshinagella phyllostachydis
- Yoshinagella polymorpha